# 黑帮 (文革)
黑帮原指由具有越轨倾向的亚文化群体结成的带有黑社会性质的职业犯罪团伙，引申指政治上的反动集团或其成员。文革中指称被打倒的对象，主要是指领导干部和老干部，尤其是单位的一、二把手主要负责人，和他们的上下联系（后来的强调称谓是“走资派”）。
1966年6月2日《人民日报》发表评论员文章《欢呼北大的一张大字报》，指控“北京大学是‘三家村’黑帮的一个重要据点”，号召彻底摧毁“黑帮、黑组织、黑纪律”，第一次使用“黑帮”概念。6月16日《人民日报》发表社论《放手发动群众  彻底打倒反革命黑帮》，把“反党反社会主义分子”、“资产阶级代表人物”、“牛鬼蛇神”，都叫做“黑帮”。其间蕴涵着运动指导者由此及彼、由点到线、由线到面的战略步骤。随后在全国掀起了揪斗、打倒黑帮的浪潮。
由于“黑帮”外延模糊，带有团伙性质，最初提出黑帮概念的表面是指政治上表现反动的人，同时也暗示文革针对的是组织化的走资派集体、系统（文革最早被抛出来的黑帮团体是彭、罗、陆、杨和北京市党政宣传系统）。这一提法，起了既宣示运动目标，又麻痹在位官僚警惕性的作用(利用其侥幸心理，软化他们的抵抗)。又由于该概念的模糊性，揪斗、打倒的范围在实际运作中很容易被任意附会，无限蔓延，由此及彼，藤蔓株连，举凡政治主张相同、上下级关系、思想趣味接近、同乡朋友，都可以被网络到“帮”里去“黑”一下。实在找不到整人罪名就给戴个“黑帮”帽子，弄得人人自危，形成了普遍的恐怖。
层层揪黑帮，层层领导都抛出一两个下属当替死鬼，丢卒保帅，成了一时奇观。在南京是匡亚明（南京大学校长），在四川是马识途（四川省委宣传部长）、张黎群（四川日报总编），在重庆是郑思群（重庆大学校长）……甚至连最普通、微不足道的基层单位，也可以揪一个出习惯舞文弄墨的人来当黑帮。促使人们──从官僚到普通百姓──都在尽力批判别人的积极表现中，开脱、保存自己。这一防护机制到工作组被否定以后，也顷刻失效了。官办由上而下的揪黑帮，因而转向造反派组织民办由下而上的揪黑帮，对走资派的攻击才正式揭开了帷幕。
造反派组织民办揪黑帮宣泄了底层淤积多年的干群冲突，其反弹力更足、更大、更疯狂、更持久。
“黑帮”是一个过渡性概念，其作用就是要引导出“走资派”概念。一当后者被提出来，前者虽然还在使用，但它的风头就被后者抢去了。它不如走资派那样贯穿文革的始终。由此可以看出文革的重点所在。“黑帮”的概念同样也被“牛鬼蛇神”这一毛泽东所提出的概念所取代。

## 另見
- 黑五類